# Gene Simmons (음반)
《Gene Simmons》는 1978년 미국의 하드 록 밴드 키스의 베이시스트이자 공동 보컬인 진 시몬스의 솔로 음반이다. 이 음반은 1978년 9월 18일 키스의 멤버들이 발매한 4장의 솔로 음반 중 하나이다. 미국 빌보드 200 차트에서 22위에 오른 이 음반은 키스 솔로 음반 4장 중 가장 높은 순위를 기록했다. 주로 하드 록 음반인 이 음반은 또한 비틀즈에서 영감을 받은 팝, 1970년대 펑크, 로큰롤을 포함한 다양한 음악 장르를 통합했을 뿐만 아니라 합창단과 현악 편곡도 포함하고 있다.

## 배경
키스의 베이시스트이지만, 시몬스는 음반에서 주로 전기 기타와 어쿠스틱 기타를 연주했고, 베이스는 닐 제이슨에게 맡겼다. 이 음반에는 에어로스미스의 조 페리, 밥 시거, 칩 트릭의 릭 닐슨, 도나 서머, 헬렌 레디, 셰어를 포함한 유명한 음악가들의 게스트 참여가 포함되어 있다. 그 당시에는 알려지지 않았지만, 백 보컬인 케이티 사갈은 성공적인 텔레비전 경력을 쌓을 것이다.
시몬스는 〈See You in Your Dreams〉를 재녹음했는데, 이는 그가 《Rock and Roll Over》에 녹음된 방식이 마음에 들지 않았기 때문이라고 한다. 시몬스는 자신이 이 노래와 관련이 있고 디즈니 영화의 팬이었기 때문에 〈When You Wish on a Star〉를 리메이크했다고 말했다. "처음 그 노래를 들었을 때 저는 영어를 거의 할 줄 몰랐지만 그 말이 사실이라는 것을 알았어요. 누구나 원하는 것을 가질 수 있고, 세상과 삶은 누구에게나 보상을 줄 수 있습니다."
〈Burning Up With Fever〉, 〈Man of 1000 Faces〉, 〈True Confessions〉는 1975년 8월 《Destroyer》 음반을 위해 시연되었지만 밥 에즈린이 거부했다. 〈See You Tonite〉도 1975년에 시연되었으며, 네 곡의 데모 버전은 1976년 〈Mr. Make Believe〉 데모와 함께 《Gene Simmons Vault》 박스 세트에 있다.

## 반응
| 전문가 평가   | 전문가 평가 |
| 평가 점수     | 평가 점수   |
| 출처          | 점수        |
| ------------- | ----------- |
| Allmusic      | [ 1 ]       |
| Pitchfork     | (5.0/10)    |
| Rolling Stone | [ 7 ]       |

이 음반은 미국 빌보드 200 차트에서 22위에 올랐고 1978년 키스 솔로 음반 4장 중 가장 높은 순위에 올랐다. 1978년 10월 2일 백만 장을 선적하여 플래티넘 인증을 받았다. 올뮤직은 이 음반에 5점 만점에 3개의 별을 주었고 "예측할 수 없지만 궁극적으로 즐거운 음반"이라고 말했다.

## 곡 목록
모든 곡들은 특별한 언급이 없는 한 진 시몬스에 의해 작사/작곡하였다.
| #  | 제목                      | 재생 시간 |
| -- | ------------------------- | --------- |
| 1. | 〈Radioactive〉           | 3:50      |
| 2. | 〈Burning Up with Fever〉 | 4:19      |
| 3. | 〈See You Tonite〉        | 2:30      |
| 4. | 〈Tunnel of Love〉        | 3:49      |
| 5. | 〈True Confessions〉      | 3:30      |

| #   | 제목                                | 작사·작곡                          | 재생 시간 |
| --- | ----------------------------------- | ---------------------------------- | --------- |
| 6.  | 〈Living in Sin〉                   | 시몬스, 숀 딜레이니, 하워드 마크스 | 3:50      |
| 7.  | 〈Always Near You/Nowhere to Hide〉 |                                    | 4:12      |
| 8.  | 〈Man of 1,000 Faces〉              |                                    | 3:16      |
| 9.  | 〈Mr. Make Believe〉                |                                    | 4:00      |
| 10. | 〈See You in Your Dreams〉          |                                    | 2:48      |
| 11. | 〈When You Wish upon a Star〉       | 네드 워싱턴, 레이 할린             | 2:44      |

## 인증
| 국가                       | 인증     | 판매량/출하량 |
| -------------------------- | -------- | ------------- |
| 캐나다 (뮤직 캐나다)       | 골드     | 50,000^       |
| 미국 (RIAA)                | 플래티넘 | 1,000,000^    |
| ^출하량을 기반으로 한 인증 |          |               |